# Porte-de-Savoie
Porte-de-Savoie – gmina we Francji, w regionie Owernia-Rodan-Alpy, w departamencie Sabaudia. W 2016 roku liczba ludności wynosiła 3667 mieszkańców. Przez gminę przepływa rzeka Isère. 
Gmina została utworzona 1 stycznia 2019 roku z połączenia dwóch ówczesnych gmin: Francin oraz Les Marches. Siedzibą gminy została miejscowość Les Marches. 